# كريستيان أندرسن (دراج)
كريستيان أندرسن (بالدنماركية: Christian Andersen)‏ هو دراج دنماركي، ولد في 18 يونيو 1967 في فيبورغ في الدنمارك.

## وصلات خارجية
- كريستيان أندرسن على موقع أرشيف الدراجات (الإنجليزية)
- كريستيان أندرسن على موقع إحصائيات الدراجات الإحترافية (الإنجليزية)
- كريستيان أندرسن على موقع أوليمبيديا (الإنجليزية)